# سیارک ۸۲۳۲
سیارک ۸۲۳۲ (به انگلیسی: 8232 Akiramizuno، نامگذاری:1997UW3) هشت هزار و دویست و سی و دومین سیارک کشف شده‌است که در ۲۶ اکتبر ۱۹۹۷ کشف شد.
قدر مطلق سیارک برابر ۱۷.۸ است.